# Heinrich Eduard von Lade
Heinrich Eduard von Lade est un banquier et astronome amateur prussien né le 24 février 1817 à Geisenheim et mort le 7 août 1904 dans la même ville.

## Biographie
Né à Geisenheim, au sein de la région viticole de Rheingau, il est le fils d'un marchand de vin.  Il travaille d'abord comme banquier et exportateur à Hambourg et Paris, puis il prend sa retraite en 1861 (à l'âge de 44 ans) une fois sa fortune faite.
En 1861, il fait construire le domaine privé à Geisenheim : la Villa Monrepos (de). Il se consacre à la culture des fruits et du vin.
En 1872 il fonde sur ses terres le Königliche Lehranstalt für Obst- und Weinbau (Collège royal pour les vergers et les vignobles à Geisenheim) devenu aujourd'hui le Forschungsanstalt Geisenheim.

Il construit également un observatoire sur sa propriété où il assouvit sa passion pour la sélénographie (la cartographie de la Lune).
Il a commandé la fabrication d'un globe lunaire particulier : d'un côté c'est une carte en relief de la face visible de la Lune et de l'autre une représentation graphique (dessinée) de ce relief, complété des noms des cratères. Ce globe est devenu un objet de collection très rare.
En 1901, il est anobli et devient baron. Il meurt en 1904 à Geisenheim, resté célèbre pour son vin et le Forschungsanstalt Geisenheim fondé par Lade.

## Hommages
Le cratère lunaire Lade (en) a été nommé en son honneur, tout comme l'astéroïde (340) Eduarda.